# باربرا د. ميتكالف
باربرا د. ميتكالف (بالإنجليزية: Barbara D. Metcalf)‏ هي مؤرخة أمريكية، ولدت في 1941.